# Tajemnica zielonej pieczęci
Tajemnica zielonej pieczęci – powieść dla młodzieży Hanny Ożogowskiej z 1959 roku.
Akcja powieści rozgrywa się w Łodzi. Trójka przyjaciół z klasy VIa zostaje przeniesiona do VIb, gdzie nie jest dobrze przyjęta. Nowi koledzy nie lubią ich. Każdy chłopiec ma swoją piętę achillesową: Stefan ortografię, Bartek geografię, Wiktor matematykę. Zakładają Stowarzyszenie Trzech Osądzonych, które ma na celu zdobycie roweru – nagrody dla najlepszego ucznia. Tymczasem koleżanka Stefana, Alina, proponuje mu wstąpienie do tajemniczej grupy. Żeby zostać jej członkiem trzeba przejść kilka prób. Kiedy okazuje się, że pierwszą próbą jest dokonanie kradzieży, Stefan rezygnuje. Po jakimś czasie Alina oznajmia, że grupa się rozpadła. Gdy Stefan idzie do piwnicy po węgiel, jacyś nieznajomi kręcą się przy cegłach. Po ich odejściu Stefan podnosi cegłę i zabiera zaszyfrowany list z zieloną pieczątką adresowany do Aliny. Kilka dni później Stefan poznaje szyfr. Kolejne listy są podkładane co sobotę.